# Рамиль Альварес, Хосе
Хосе́ Рами́ль А́льварес (род. 3 июня 1940, Тишково, Московская область) — советский и российский программист с испанскими этническими корнями, ведущий научный сотрудник НИЛ ТИ (Научно-исследовательская лаборатория троичной информатики) ВМК МГУ.
Известен как автор трудов по программированию, переводчик на испанский язык, ведущий системный программист первых троичных компьютеров «Сетунь» и «Сетунь-70», руководитель разработки программного оснащения компьютерной системы обучения «Наставник».

## Биография
Сын испанских эмигрантов. Учился в школе № 1 в посёлке (ныне — районе города Королёва) Болшево Московской области, с января 1953 года воспитывался в Интернациональном детском доме и учился в 37-й средней школе г. Иваново, которую окончил с золотой медалью (1957).
В 1957 году поступил на механико-математический факультет МГУ, который окончил в 1962 году по кафедре вычислительной математики.
В 1982 году защитил диссертацию на соискание учёной степени кандидат физико-математических наук «Программное оснащение автоматизированной системы обучения „Наставник“», научный руководитель Н. П. Брусенцов.
С 1963 года работает в Московском университете, младший научный сотрудник, старший научный сотрудник, ведущий инженер НИВЦ МГУ. В 1979 году перешёл в научно-исследовательскую лабораторию ЭВМ факультета ВМК.

## Труды

### Монографии
- Микрокомпьютерная система обучения «Наставник» — М., Наука, 1990, 224 c. (соавт. Брусенцов Н. П., Маслов С. П.);
- Базисный Фортран — М., изд-во МГУ, 1982 (соавт. Александров А. Л., Брусенцов Н. П. и др.);
- Концептуальная характеристика РИИИС-процессора // Интегрированная система обучения, конструирования программ и разработки учебных материалов (учебно-метод. пособие) — М., ф-т ВМК МГУ, 1996 (соавт. Брусенцов Н. П., Маслов С. П., Сидоров С. А.).

### Переводы
Автор перевода на испанский язык книги: Будак Б. М., Самарский А. А., Тихонов А. Н. Сборник задач по математической физике (М., Мир, 1984; 2-е изд.: McGraw-Hill / Mir, Испания, 1992—1993).

### Основные из научных работ
Опубликовал более 70 научных работ, основные из которых:
- Простые алгоритмы переводов p->p −1 и p->p+1 // Вычислительная техника и вопросы кибернетики, вып. 13 — М., изд-во МГУ, 1977;
- Программное оснащение автоматизированной системы обучения «Наставник» // Управление учёбой с помощью мини-компьютера — М., изд-во МГУ, 1978;
- Automatic colour vision diagnostics. // Soviet Psychology — Moscow, 1984. (соавт. Брусенцов Н. П., Соколов Е. Н., Измайлов Ч. А., Маслов С. П., Зимачев М. М.);
- Опыт создания троичных цифровых машин // В сб.: Computers in Europe. Past, Present and Future — Киев: Феникс, 1998 (соавт. Брусенцов Н. П., Маслов С. П., Жоголев Е. А.);
- Компьютеры и обучение. Вестн. Моск. ун-та, сер. Педагогическое образование, 2005, № 1, (соавт. Брусенцов Н. П., Владимирова Ю. С.);
- Н. П. Брусенцов, Рамиль Альварес Хосе — История отечественной вычислительной техники, Материалы международной конференции SORUCOM 2006 (3-7 июля 2006 года)
- Алгоритмы деления и извлечения квадратного корня в троичной симметричной системе // Вестн. Моск. ун-та, сер. 15: Вычислит. математ. и киберн., № 2, 2008.

## Признание и награды
Заслуженный научный сотрудник Московского университета (1999).
Награждён медалями «Ветеран труда» и «В память 850-летия Москвы» (1997), бронзовыми медалями ВДНХ СССР (1984, 1986).